# Пойнт Бейкер
Пойнт Бейкер (англ. Point Baker, тли.X̱aaséedák’u) — статистически обособленная местность в зоне переписи населения Принс-оф-Уэльс — Хайдер, штат Аляска, США. Население по переписи 2010 года по сравнению с 2000 годом сократилось с 35 до 15 человек.

## География
По данным Бюро переписи населения США, площадь местности составляет 2.3 км² из которых 2.3 км² суши и 0.10 км² (3.96 %) воды.

## История
В 1975 году, Порт Протекшн и Пойнт Бейкер попали в национальные новости после того как было принято решение по историческому иску Зиеске против Бутца. Инициировали иск Алан Штейн и представители Ассоциации Пойнт Бейкер, в которой состояло около 30 рыбаков из общин Порт Протекшн и Пойнт Бейкер. Иск был подан жителями Пойнт Бейкер Чарльзом Зиеске, Аланом Штейном и Хербом Зиеске против Лесной Службы США для предотвращения вырубки леса. Вёл и выносил решение по делу судья федерального округа Аляска Джеймс вон дер Хейдт. 24 декабря 1975 года вон дер Хейдт издал судебный запрет на рубку в северной части острова Принца Уэльского от Красного залива до залива Колдер. Иск предотвратил вырубку 1,600 км² леса в северной оконечности острова. Конгресс отменил судебный запрет, приняв  {{нп5| Закон о национальном управлении лесами| Закон о национальном управлении лесами  |en| National Forest Management Act} в 1976 году.
в 1989 году, Порт Протекшн и Пойнт Бейкер вновь оказались в новостях, после того как жители двух поселений подали иск, названный Штейн против Бартона, чтобы создать буферные полосы на всех лососевых ручьях Тонгасса и защитить водораздел залива Салмон. В Законе о реформе лесоматериалов Тонгасса В 1990 года лоббисты экологической группы в Вашингтоне пошли на компромисс с сенатором Тедом Стивенсом и добились защиты только части водораздела Залива Салмон. Лес, окружавший важный поток лосося, был продан. Этот закон также защищал все потоки лосося в Тонгассе с помощью 30-метровых буферных полос во время лесозаготовительных работ.
В феврале 2010 года сенаторы Мурковски и Бегич пытаются провести законопроект Сената 881 через Конгресс. Законопроект прошел через обширные общественные собрания, и впоследствии законопроект был изменён, и спорные области, такие как север острова принца Уэльского, были исключены из законопроекта. Законопроект приватизирует значительные площади национальных лесных угодий, передав их в исключительную собственность SEALASKA, коренной корпорации Аляски.
В 2011 году, не сумев провести S 881 и почти уступив свое место в Джо Миллеру на выборах, Мурковски представила S 730. Девять городов Аляски выступили против законопроекта. Sealaska получит самую большую оставшуюся древесину, которая жизненно важна для защиты волков и ястребов-тетеревятников, которые могут быть внесены в список находящихся под угрозой исчезновения.
Недавно[когда?] от сестринского сообщества Пойнт Бейкер, Edna Bay, была подана петиция об отзыве законопроекта.

## Население
Пойнт Бейкер впервые появился в переписи 1940 года, как неинкорпорированная деревня. Затем он появился в переписи 1950. Он не появлдяся в переписи до 1980, когда он стал статистически обособленной местностью.
В переписи 2000 года на местности проживало 35 человека, 9 семей и было 13 домохозяйств. Плотность населения составляла 36.4 чел на км². На территории находилось 23 дома при средней плотности в 9.3 дома на км². По расовому составу на территории проживало 91,43 % белых американцев, 2,86 % американских индейцев, и 5,71 % представителей двух или более рас.
Из 13 домохозяйства в 23,1 % проживали дети до 18 лет, в 61,5 % проживали женатые пары, в 15,4 % жили женщины без мужей и 23,1 % жили люди без семей. В 15,4 % жил только один человек и 7,7 % из них были 65 лет или старше. Одно домашнее хозяйство принадлежало мэру Биллу МакНеффу. Средний размер домохозяйства был 2,69 человека и средний размер семьи был 3,00 человека.
Доля населения до 18 лет составляет 25,7 %, от 18 до 24 лет- 2,9, от 25 до 44- 25,7, от 45 до 64- 25,7 %, старше 65- 20 %. Средний возраст 43 года. На каждые 100 женщин приходится 105,9 мужчин. На каждые 100 женщин старше 18 лет приходится 116,7 мужчины.
Медианный доход домохозяйств 28,000$, медианный доход семей 28,250$. Медианный доход мужчин 0$ против 31,250$ у женщин. Доход на душу населения на территории составляет 12,580$. ни одна семья и 4,9 % населения территории живут за чертой бедности, включая ни одного ребёнка 18 лет и ни одного человека старше 64 лет.